# Rue des Ursulines (Saint-Denis)
Pour les articles homonymes, voir Rue des Ursulines.
La rue des Ursulines est une voie de communication de Saint-Denis.

## Situation et accès
Elle croise la rue Emile-Connoy et la rue Catulienne.

## Origine du nom
Elle porte ce nom en raison du couvent des Ursulines qui y était installé.

## Historique

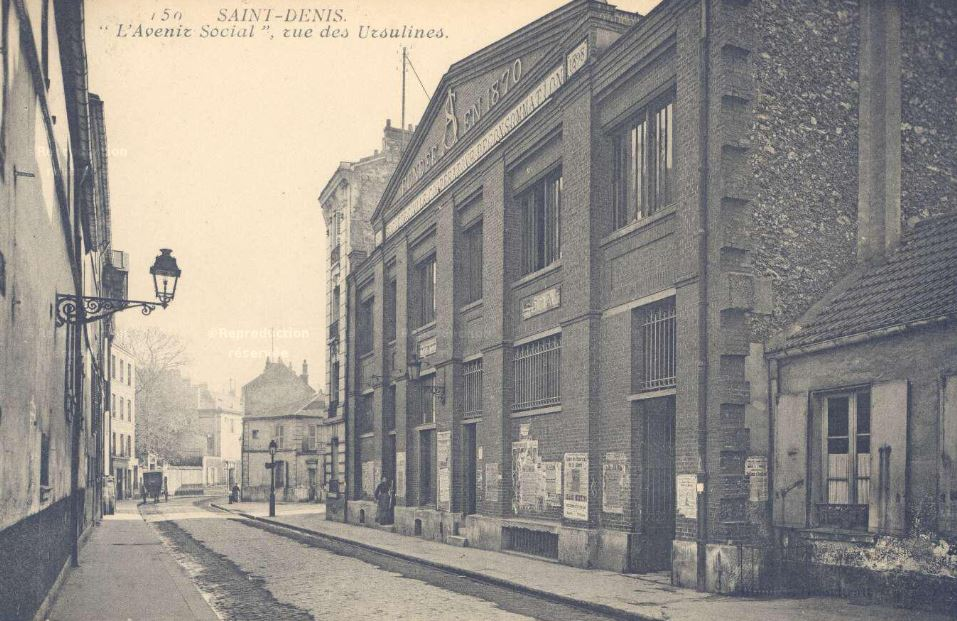
Saint-Denis, rue des Ursulines

Avant la construction du couvent des Ursulines, se trouvait un chemin, appelé Puipensot, ou Puy-Pensot, qui rejoignait la rive de la Seine, et dont le nom remonte à 1500 au moins. On ouvrit alors une nouvelle rue du même nom. Le tracé de l'ancien chemin subsiste dans le mur sud de la clôture du couvent et dans la ruelle des Ermites.
Dans les environs de 1700, la rue est appelée rue du Trou Bureau, du nom d'un lieu-dit. Elle prend son nom actuel en 1800, grâce à la notoriété du couvent.

## Bâtiments remarquables et lieux de mémoire

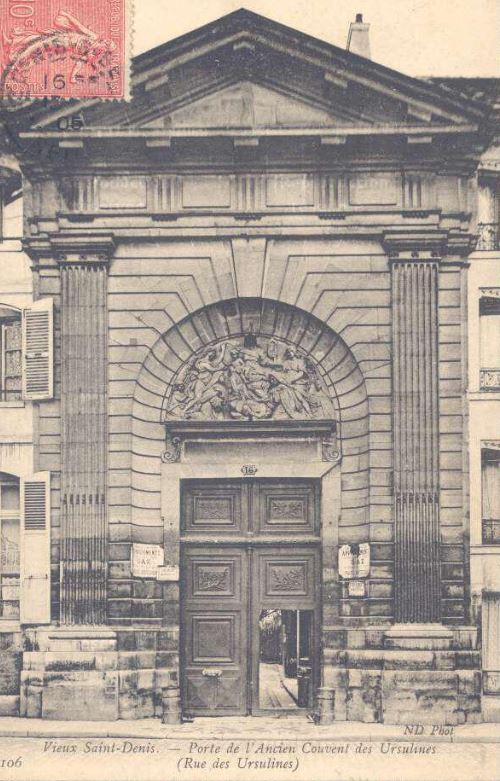
Saint-Denis, la porte de l'ancien couvent rue des Ursulines.

Il s'y trouve le couvent des Ursulines, construit entre 1638 et 1648, selon des plans attribués à l'architecte Mansart. Il s'agit du douzième établissement de l’ordre des Ursulines.
Les guerres de Religion convertirent au Protestantisme un grand nombre de familles dyonisiennes. Afin de les ramener au Catholicisme, Vincent de Paul prit l'initiative d'y fonder un monastère. En 1628, vinrent dans la ville la Mère Élisabeth Guyot de Saint-Jean-Baptiste avec deux professes de chœur et une novice converse. La même année, Madame de Saint-Beuve y installa quatre Ursulines, d'abord logées dans une pauvre maison. C'est en 1644 qu'elles purent s'installer dans les bâtiments actuels.
L'architecte Gaston Cailleux résidait au numéro 23. 
En 1982, des archéologues y firent la découverte de céramiques carolingiennes et de sarcophages mérovingiens, ainsi que de quelques pièces d'or datant de la même époque.